# ルノー・RS10
ルノー・RS10 (Renault RS01) はルノー・スポールが1979年のF1世界選手権に投入したフォーミュラ1カー。デザイナーはフランソワ・キャスタンとミッシェル・テツ。1979年第5戦から最終戦まで実戦投入され、ターボエンジン搭載車として初優勝を記録した。

## 概要
RS01に続く、ルノーのV6ターボマシン。EF1エンジンはターボユニットがギャレット製からKKK製に変更され、片側バンク一基ずつのツインターボとなり、ターボラグの解消に効果を発揮した。
シャーシはミッシェル・テツにより、チームとしては初のグラウンド・エフェクト・カーとして設計された。RS01でも採用された、U字型に湾曲したリアウィング翼端板が特徴である。

## 1979年シーズン
ドライバーは前年に引き続きジャン＝ピエール・ジャブイーユと、前年にデビューを果たしたルネ・アルヌーを起用。開幕から4戦はRS01を使用し、第5戦スペインGPからRS10を投入した。
地元レースとなった第8戦フランスGPではジャブイーユが初ポールポジションを獲得し、アルヌーとフロントローを独占した。決勝でもジャブイーユが独走し、ルノーおよびターボエンジン搭載車にとってのF1初優勝を達成した。アルヌーは3位となりワンツーフィニッシュは成らなかったが、2位に入ったフェラーリのジル・ビルヌーヴとの死闘は後世に語り継がれる名勝負となった。
シーズン後半戦は「予選のルノー、レースのウィリアムズ」という勢力図となった。ルノーは4戦連続ポールポジションを獲得したが、エンジンの信頼性不足は解消されず、ジャブイーユ・アルヌー合わせて計14回のリタイヤを喫した。それでも、このシーズンはターボエンジンの可能性を知らしめ、自然吸気エンジンからターボ時代へと推移するきっかけを作った。

## 成績
| 年   | No. | ドライバー   | 1   | 2   | 3   | 4   | 5   | 6   | 7   | 8   | 9   | 10  | 11  | 12  | 13  | 14  | 15  | ポイント | ランキング |
| 年   | No. | ドライバー   | ARG | BRA | RSA | USW | ESP | BEL | MON | FRA | GBR | GER | AUT | NED | ITA | USE | CAN | ポイント | ランキング |
| ---- | --- | ------------ | --- | --- | --- | --- | --- | --- | --- | --- | --- | --- | --- | --- | --- | --- | --- | -------- | ---------- |
| 1979 | 15  | ジャブイーユ |     |     |     |     | Ret | Ret | NC  | 1   | Ret | Ret | Ret | Ret | 14  | Ret | Ret | 26       | 6位        |
| 1979 | 16  | アルヌー     |     |     |     |     | 9   | Ret | Ret | 3   | 2   | Ret | 6   | Ret | Ret | Ret | 2   | 26       | 6位        |

- 太字はポールポジション、斜字はファステストラップ。